# Dark Messiah of Might and Magic
Dark Messiah of Might and Magic – fabularna gra akcji stworzona przez Arkane Studios i wydana przez Ubisoft 24 października 2006. Gra korzysta z silnika Source, który został użyty do stworzenia m.in. gry Half-Life 2. Arkane Studios było odpowiedzialne za rozgrywkę jednoosobową, a Kuju Entertainment za tryb gry wieloosobowej.
Fabuła gry jest powiązana z historią przedstawioną w grze Heroes of Might and Magic V, lecz rozgrywa się kilkadziesiąt lat później.

## Fabuła
Bohaterem historii jest młody mężczyzna o imieniu Sareth, który po latach studiów nad magią i sztukami walki zostaje wyznaczony przez swojego mistrza – czarodzieja Phenringa – do zdobycia magicznego kryształu Shantri. Przedmiot ten jest potrzebny w wyprawie do Świątyni Czaszki, gdzie spoczywa starożytny, święty artefakt o przepotężnej mocy – Cienisty Czerep. Proroctwo głosi, że Cienisty Czerep zostanie zdobyty przez Mrocznego Mesjasza. W walce o zdobycie Cienistego Czerepu zmagają się trzy siły – ludzie zamieszkujący miasto Stonehelm w krainie Ashan, wielki nekromanta Arantir oraz potężny demon Kha'Baleth. Za pomocą magicznej czaszki można zniszczyć cały Stonehelm, wyzwolić najpotężniejszego demona Kha'Baletha, albo uratować ludzkość. Spełniająca się przepowiednia determinuje tok akcji, jednak ostatecznie to Sareth zdecyduje kim naprawdę jest i po której stoi stronie. Ze względu na konsekwencje decyzji podjętych przez Saretha możliwe są cztery zakończenia.

## Odbiór
Reakcje ze strony redaktorów były w większości pozytywne. Pochwały dla gry posłały takie czasopisma, jak „PC Zone” (UK) i „PC Gamer” (UK), które oceniły grę na odpowiednio 84% i 88%. Serwis GameSpot dał grze ocenę 6,7/10, mówiąc, że gra zawiera wiele błędów technicznych, przewidywalną historię i słaby tryb gry wieloosobowej. GameSpy poinformował o podobnych problemach, ostatecznie dając 3 z 5 gwiazdek. Redaktorzy 1UP.com ocenili grę na 4/10, krytykując m.in. zbyt częstą konieczność użycia kopnięcia jako osobnej broni.